# Кемпферия
Кемпферия (лат. Kaempferia) — род многолетних корневищных травянистых растений семейства Имбирные (Zingiberaceae), естественный ареал которых — тропики Азии и Африки.
Род назван в честь немецкого путешественника и натуралиста Энгельберта Кемпфера.

## Ботаническое описание
Высота растений — до полуметра.
Корневища мясистые, клубневидные. Корни часто снабжены небольшими клубнями. 
Листья от 1 до нескольких, язычок обычно маленький или отсутствует, черешок короткий. Листовая пластинка от полу-округлой до нитевидной, иногда пёстрая и с пурпурной абаксиальной стороной. 
Соцветия верхушечные на ложных стеблях или на отдельных побегах, восходящих от корневищ, головчатые. 
Завязь трёх-гнездная. Капсула шаровидная или эллипсовидная, околоплодник тонкий. 
Семена бывают формы от шаровидной до эллипсоидной.

## Применение
Корневища некоторых видов используются в качестве пряностей, а также в медицине (для лечения малярии).
Виды кемпферии как декоративные растения ценятся за красивые душистые листья и цветки; выращиваются как оранжерейные или комнатные растения (как садовые растения они могут расти только в тех регионах, в которых не бывает отрицательных температур).

## Виды
По информации базы данных The Plant List, род включает 36 видов:
- Kaempferia alboviolacea Ridl.
- Kaempferia angustifolia Roscoe
- Kaempferia attapeuensis Picheans. & Koonterm
- Kaempferia candida Wall.
- Kaempferia champasakensis Picheans. & Koonterm
- Kaempferia chayanii Koonterm
- Kaempferia cuneata Gagnep.
- Kaempferia elegans (Wall.) Baker
- Kaempferia evansii Blatt.
- Kaempferia fallax Gagnep.
- Kaempferia filifolia K.Larsen
- Kaempferia fissa Gagnep.
- Kaempferia galanga L.
- Kaempferia gigantiphylla Picheans. & Koonterm
- Kaempferia gilbertii W.Bull
- Kaempferia glauca Ridl.
- Kaempferia grandifolia Saensouk & Jenjitt.
- Kaempferia harmandiana Gagnep.
- Kaempferia koratensis Picheans.
- Kaempferia laotica Gagnep.
- Kaempferia larsenii Sirirugsa
- Kaempferia lopburiensis Picheans.
- Kaempferia ovalifolia Roxb.
- Kaempferia parviflora Wall. ex Baker
- Kaempferia philippinensis Merr.
- Kaempferia pulchra Ridl.
- Kaempferia purpurea J.Koenig
- Kaempferia roscoeana Wall.
- Kaempferia rotunda L. — Кемпферия округлая
- Kaempferia saraburiensis Picheans.
- Kaempferia sawanensis Picheans. & Koonterm
- Kaempferia siamensis Sirirugsa
- Kaempferia simaoensis Y.Y.Qian
- Kaempferia sisaketensis Picheans. & Koonterm
- Kaempferia spoliata Sirirugsa
- Kaempferia undulata Teijsm. & Binn.

Наиболее известны два:
- Kaempferia galanga — родом из Южной Индии. Растение интродуцировано по всей Юго-Восточной Азии и в южном Китае.
- Кемпферия округлая (Kaempferia rotunda) — родом из Юго-Восточной Азии. Листья крупные, узорчатые, с обратной стороны пурпурные. Этот вид, хотя и растёт в условиях постоянной влажности, сохраняет генетически закреплённый период покоя, что говорит о его происхождении из областей с муссонным климатом.